# Saugnac-et-Cambran
Saugnac-et-Cambran é uma comuna francesa na região administrativa da Nova Aquitânia, no departamento Landes. Estende-se por uma área de 13,33 km². Em 2010 a comuna tinha 1 583 habitantes (densidade: 118,8 hab./km²).